# Granja de Moreruela (kommunhuvudort)
Granja de Moreruela är en kommunhuvudort i Spanien.   Den ligger i provinsen Provincia de Zamora och regionen Kastilien och Leon, i den nordvästra delen av landet, 230 km nordväst om huvudstaden Madrid. Granja de Moreruela ligger 712 meter över havet och antalet invånare är 329.
Terrängen runt Granja de Moreruela är platt. Runt Granja de Moreruela är det glesbefolkat, med 10 invånare per kvadratkilometer. Närmaste större samhälle är Tábara, 18,7 km väster om Granja de Moreruela. Trakten runt Granja de Moreruela består till största delen av jordbruksmark.